# Восточноамериканская епархия
Восточноамерика́нская епа́рхия (серб. Епархија источноамеричка, англ. Diocese of Eastern America) — епархия Сербской православной церкви на территории штатов США: Флорида, Джорджия, Мэн, Массачусетс, Нью-Джерси, Нью-Йорк, Северная Каролина, Огайо, Мэриленд, Пенсильвания и Западная Вирджиния.

## История
Епархия образована в мае 1963 году под названием «Восточноамериканская и Канадская», когда ранее единая Американо-Канадской епархия Сербской православной церкви была разделена на 3 епархии.
В 1975 году был основан монастырь Марча, открыто 14 новых приходов, 1 январе 1968 года начал выходить журнал «Path of Orthodoxy: Staza pravoslavlja», ставший в 1980 году официальным изданием СПЦ в США и Канаде. В 1975 году резиденция епископа была перенесена из Кливленда в Эджуэрт, где было построено специальное здание с часовней во имя святителя Никодима, архиепископа Сербского.
26 мая 1983 года из состава епархии были выделены приходы в Канаде, которые вошли в Канадскую епархию с кафедрой в Торонто.
В 1991 году в состав Восночно-Американской епархии вошли православные сербские общины в Южной Америке.
21 мая 2009 года решением Священного Архиерейского Собора Сербской Православной церкви было осуществлено переустройство епархий в Америке, при котором в том числе приходы Американско-Канадской епархии упразднённой Новограчаницкой митрополии, располагавшиеся на территории Восточно-Американской епархии, перешли в её ведение.
26 мая 2011 года решением архиерейского собора Сербской православной церкви приходы в Южной и Центральной Америки были выделены в новую Буэнос-Аиресскую епархию. Резиденция епископа была перенесена в Нью-Йорк и Вашингтон.
В мае 2017 года решением архиерейского собора Сербской православной церкви кафедра Восточно-Американской епархии была перенесена из Уоррена (Нью-Джерси) в Парк-Хиллз (Йонкерс, Нью-Йорк).

## Монастыри
- Монастырь Марча (Ричфилд, Огайо)
- Монастырь святого Марка (Шеффилд Лэйк, Огайо)
- Монастырь Пресвятой Богородицы (Спрингборо, Пеннсильвания)

## Епископы
- 13 июля 1963 — 10 мая 1966 — Стефан (Ластавица)
- 1 июня 1967 — 21 мая 1977 — Савва (Вукович)
- 18 июня 1978 — 5 октября 1991 — Христофор (Ковачевич)
- с 5 октября 1991 — 26 мая 2016 — Митрофан (Кодич)
- с 26 мая 2016 — Ириней (Добриевич)